# Episodi di The Path (seconda stagione)
La seconda stagione della serie televisiva The Path è stata trasmessa in prima visione assoluta negli Stati Uniti da Hulu, dal 25 gennaio al 12 aprile 2017.
In Italia la stagione è stata interamente pubblicata su Amazon Prime Video il 12 maggio 2017.
| nº | Titolo originale       | Titolo italiano         | Prima TV USA     | Pubblicazione Italia |
| -- | ---------------------- | ----------------------- | ---------------- | -------------------- |
| 1  | Liminal Twilight       | Crepuscolo liminale     | 25 gennaio 2017  | 12 maggio 2017       |
| 2  | Dead Moon              | Luna morta              | 25 gennaio 2017  | 12 maggio 2017       |
| 3  | The Father and the Son | Il padre e il figlio    | 1º febbraio 2017 | 12 maggio 2017       |
| 4  | The Red Wall           | La parete rossa         | 8 febbraio 2017  | 12 maggio 2017       |
| 5  | Why We Source          | Perché esterniamo       | 14 febbraio 2017 | 12 maggio 2017       |
| 6  | For Our Safety         | Per la nostra sicurezza | 22 febbraio 2017 | 12 maggio 2017       |
| 7  | Providence             | Provvidenza             | 1º marzo 2017    | 12 maggio 2017       |
| 8  | Return                 | Ritorno                 | 8 marzo 2017     | 12 maggio 2017       |
| 9  | Oz                     | Oz                      | 15 marzo 2017    | 12 maggio 2017       |
| 10 | Restitution            | Restituzione            | 22 marzo 2017    | 12 maggio 2017       |
| 11 | Defiance               | Disobbedienza           | 29 marzo 2017    | 12 maggio 2017       |
| 12 | Spiritus Mundi         | Spiritus Mundi          | 5 aprile 2017    | 12 maggio 2017       |
| 13 | Mercy                  | Misericordia            | 12 aprile 2017   | 12 maggio 2017       |

## Crepuscolo liminale
- Titolo originale: Liminal Twilight
- Diretto da: Michael Weaver
- Scritto da: Jessica Goldberg

### Trama
Eddie e Sarah sono ancora separati, e l'uomo lavora come manovale in un'impresa edile. Sarah, contravvenendo alle regole, permette ai figli di vedere il padre: Hawk, che nel frattempo sta studiando per diventare 1R, si mostra diffidente verso il padre, anche se questi non ha ancora firmato i moduli di diniego. Eddie incontra Chole, una sua compagna di scuola ex fidanzata del fratello morto suicida. In un flashback apprendiamo di un viaggio di Eddie in Perù: raggiunta la casa del Dr. Meyer trova l'uomo cosciente, e questi gli confida che lui, e non Cal, è in realtà il nuovo figlio del movimento. Dopodiché Meyer esce e, sotto un temporale, si dirige sulla cima di una rupe, con Eddie a rincorrerlo pregandogli di rivelare a tutti la vacuità del movimento: un fulmine colpisce entrambi e Meyer precipita nel dirupo. I principali membri del movimento raggiungono il Perù: sebbene sia opinione comune che Meyer sia asceso, diventando tutt'uno con la Luce, Richard viene però a sapere che i locali hanno ritrovato il corpo di Meyer, e li paga per tenere il silenzio. Nella indagine lo aiuta Kodiak, un alto esponente appena rientrato dal suo ritiro in Siberia. I due trovano una persona che afferma di aver visto il Dottore insieme a un altro uomo che lo avrebbe spinto giù dalla rupe, e sospettano di Eddie. A New York, i novizi stanno aiutando la comunità di Clarksville a fronteggiare l'emergenza della loro faglia idrica inquinata, e Hawk familiarizza con una nuova ragazza, Noa. Cal acquista un palazzo per il movimento, ma la cifra spesa, 5 milioni, è ben oltre le loro attuali possibilità. Decide quindi di chiedere l'esenzione fiscale allo Stato, configurando così il movimento come religioso: Sarah, d'accordo con l'originaria posizione di Meyer, si mostra fermamente contraria. Cal in città incontra Mary, e scopre che è incinta di 5 mesi: la ragazza lascia intendere che Cal potrebbe essere il padre. Dopo aver trovato Sarah sconvolta per aver investito un cervo con la macchina, Cal finalmente confessa quanto Sarah sospettava, ovvero di aver ucciso Silas. I due dissotterrano Silas, e lo seppelliscono nuovamente alla maniera del movimento. L'agente Gaines, come copertura per le sue indagini, sta compiendo il percorso per diventare 1R: l'uomo si bacia con Nicole, ma i due decidono di non andare oltre. Torna quindi a casa da sua moglie, che si lamenta per la sua prolungata assenza.

## Luna morta
- Titolo originale: Dead Moon
- Diretto da: Michael Weaver
- Scritto da: Annie Weisman

### Trama
Sarah è afflitta da incubi sulla morte di Silas e sostiene una sessione di unburdening con Richard, durante la quale viene a sapere che Eddie è stato visto in Perù. Pur dimostrandosi scettica al riguardo chiede riscontro al marito, che però rifiuta di rispondere. Eddie esce con Chloe, che si mostra preoccupata per il suo passato meyerista: a fine serata i due hanno un rapporto sessuale. Eddie mostra sulla schiena una grande cicatrice a forma di albero, derivante dal fulmine. Hawk e Noa fanno irruzione di notte nella residenza dei deKaans, industriali responsabili dell'inquinamento delle acque di Clarksville: i due volevano solo lasciare una bottiglietta d'acqua inquinata davanti alla porta della villa ma Hawk, infuriato, scaglia un sasso contro una vetrata della casa. Per risollevare le finanze del movimento, Cal e Sarah partecipano a una serata di gala organizzata dalla famiglia Ridge. Nonostante i padroni di casa lo ammoniscano sul non richiedere direttamente donazioni, Cal, visibilmente sotto pressione, interrompe la festa chiedendo a tutti un contributo e gettando i partecipanti nell'imbarazzo. Sarah per questo si rifugia  in un'altra stanza, dove un uomo ha un approccio intimo con lei. La donna però si ritrae quando vede appesi alle pareti dipinti di animali morti, che le fanno tornare in mente l'omicidio di Silas. Torna quindi alla festa, inseguita dall'uomo: Cal assiste alla scena e lo colpisce allo stomaco. Sean intanto si mostra preoccupato dalla ricomparsa di Cal, che ha turbato Mary e tolto serenità al loro matrimonio. Hawk e Noa compiono il rito iniziatico del livello 1R, consistente nella camminata attraverso un bosco in completa oscurità: durante il rito, il ragazzo ha un'esperienza mistica, levitando per aria.

## Il padre e il figlio
- Titolo originale: The Father and the Son
- Diretto da: Michael Slovis
- Scritto da: Julia Brownell

### Trama
Hawk condivide la sua esperienza col padre: constatatone lo scetticismo, gli comunica di doversi d'ora in poi dedicare alla sua crescita spirituale come meyerista, motivo per cui non potrà più incontrarlo. Eddie affronta quindi Sarah e Cal, minacciando di ucciderlo se non gli lascerà più vedere Hawk. Raggiunta Chloe in un hotel e dopo essersi ubriacato, si accorge di essere seguito da un meyerista che gli intima di stare alla larga dalla comunità. Ne segue una rissa al termine della quale Eddie sviene e viene ricoverato in ospedale. Richard e Kodiak leggono gli ultimi 3 gradini della Scala, non riconoscendovi però il pensiero del loro leader: sospettano quindi che possa essere stato Cal a scriverli, così come potrebbe essere stato Cal l'uomo visto spingere Steve giù dalla rupe. Sarah accompagna Hawk da Mrs. deKann per scusarsi: la donna lascia intendere che non denuncerà il ragazzo solo se il movimento abbandonerà la campagna contro l'inquinamento dell'acqua. Sarah non intende mollare, ma non può far compiere le necessarie e costose analisi dell'acqua a causa dell'attuale crisi finanziaria prodotta da Cal. La donna comunica quindi a Cal che il movimento deve ottenere l'esenzione fiscale. Cal per questo fa pressione su Lisa, l'impiegata del fisco che si sta occupando della pratica e in passato aiutata dal meyerismo: la raggiunge di notte in un parcheggio, dicendole che ora deve essere lei a dare una mano al movimento. Le continue assenze di Abe da casa ne stanno intanto compromettendo il matrimonio: la moglie infatti minaccia di trasferirsi a Filadelfia con i figli. Mary si confronta con Sean, dicendogli di non essere sicura che lui sia il padre del bambino. Richard e Kodiak si ritirano nella foresta intraprendendo un rituale per contattare lo spirito di Meyer: la cosa sembra funzionare e una voce scandisce le parole "Non c'è nessuna Luce".

## La parete rossa
- Titolo originale: The Red Wall
- Diretto da: Michael Slovis
- Scritto da: John O'Connor

### Trama
Eddie si risveglia in ospedale. La dottoressa che lo ha in cura gli riferisce che lo stato confusionale e la sua rabbia sono compatibili con i sintomi di un disturbo post traumatico da stress: gli prescrive una serie di ansiolitici, consigliandogli inoltre di rivolgersi a gruppo di sostegno per gli ex-appartenenti alle sette. I novizi partecipano a un seminario tenuto da Cal, il quale chiede a tutti di cambiare con la propria mente il colore della parete bianca della stanza. Tutti danno l'impressione di vederla mutare colore, tranne Sean. Noa porta Hawk a un concerto di Andrew Bird: il ragazzo prova a baciarla, ma lei lo respinge dicendogli di essere troppo giovane. L'edificio acquistato dal movimento è stato per anni anche un centro per i senzatetto: Cal decide di mantenere e ampliare questa attività, tuttavia nel frattempo gli attuali inquilini del palazzo vengono sfrattati. Uno di loro, furioso, scaglia una bottiglia addosso a Cal. Sean, in profonda crisi spirituale, si presenta a casa di Eddie, il quale gli dice che l'unica cosa che davvero conta è il suo amore per Mary. Durante questa conversazione Sean capisce di credere ancora nella Luce, e torna da Mary, riconciliandosi con lei. Kodiak invita Cal a scaricare con lui il peso dei problemi connessi alla leadership, lasciando sottintendere i suoi sospetti. Lisa contatta l'FBI per l'intimidazione ricevuta, e i detective forniscono alla donna un microfono per incastrare Cal. All'incontro Lisa viene però ricevuta da Sarah la quale, dopo averle ricordato quanto fatto per lei dal movimento, sta per far partire la registrazione di una sua sessione di unburdening. Lisa però la ferma, scrivendo su un foglietto di essere sotto controllo. Sarah interrompe l'incontro, rendendo in cambio alla donna il nastro. Più tardi Lisa brucia la registrazione, nella quale scopriamo confessava di aver ucciso un ragazzo, investendolo con la macchina. Sarah riferisce a Cal dell'indagine del FBI. Cal tuttavia è euforico per aver trovato dei nuovi facoltosi sostenitori tra i quali la madre di Noa, una produttrice musicale. Eddie si convince a prendere i farmaci che gli sono stati prescritti e partecipa a una seduta del gruppo di sostegno, dove per la prima volta definisce il meyerismo come una setta.

## Perché esterniamo
- Titolo originale: Why We Source
- Diretto da: Norberto Barba
- Scritto da: Jessica Goldberg

### Trama
Cal spera di individuare l'infiltrato del FBI attraverso il sourcing, un test nel quale bisogna appoggiare il palmo della mano su un foglio di carta tornasole. Gaines riesce però a passare il test e Cal gli chiede aiuto per condurre le indagini interne, guidando una serie di perquisizioni nel campus. Sean incontra Cal: gli dice di essere a conoscenza della sua relazione con Mary e, in cambio del suo silenzio, chiede di poter ricevere un nuovo frigorifero per la loro abitazione. Successivamente Mary conferma a Cal che potrebbe essere il padre del bambino. Summer si lascia sfuggire che la madre sto consentendo a lei e Hawk di vedere il padre: la famiglia, nonostante l'ostilità di Nicole, decide di mantenere tra le mura domestiche questo segreto. Richard sottopone al sourcing anche Cal: l'uomo riesce a passare l'esame, limitandosi ad ammettere che sta svolgendo i test alla ricerca di una talpa del FBI. Sarah contatta un laboratorio per esaminare l'acqua e Mrs. deKann fa arrestare Hawk, riuscendo a farlo accusare di ecoterrorismo. Eddie, sconvolto dall'accaduto, si mette a pregare alla maniera meyerista dopodiché rintraccia il figlio della deKaan, con il quale la donna non ha più contatti da anni, e li mette in contatto sperando di riuscire ad ammorbidirne le posizioni. Sarah a sua volta promettere a Mrs. deKann di sospendere la campagna del movimento, in cambio del ritiro delle accuse. Successivamente Eddie e Sarah si baciano e passano la notte insieme. In questa occasione Sarah nota la cicatrice sulla schiena del marito. Hawk viene rilasciato, ma dice a Eddie che avrebbe preferito rimanere in prigione se questo avesse permesso alla campagna contro i deKann di proseguire. Gaines incastra l'infermiera Shelby, nascondendole un cellulare sotto il lettino dell'ambulatorio: la donna viene quindi obbligata ad abbandonare la comunità. Sarah informa Marshall, uno degli abitanti di Clarksville, dei recenti sviluppi: l'uomo, che sta accudendo una mucca morente, affonda il coltello nella pancia dell'animale e schizzi di sangue nero coprono il volto di Sarah.

## Per la nostra sicurezza
- Titolo originale: For Our Safety
- Diretto da: Norberto Barba
- Scritto da: Justin Doble

### Trama
Sarah continua a vedere Eddie e non partecipa alla riunione sulla sicurezza della comunità, causando le rimostranze di Nicole nei confronti di Cal. La donna chiede che venga riconosciuta pubblicamente la devozione del marito Russell, e Cal lo invita a intraprendere il percorso di 8R. Abe viene messo a capo della sicurezza e comunica a tutti i membri della comunità che dovranno indossare un badge, scatenando il malcontento dei più anziani e di Kodiak in particolare. Hawk, volendo dare un contributo fattivo alla causa meyerista, si trasferisce nel Centro in città, e Cal lo inizia al livello 2R. Kodiak ritiene che il ruolo di Cal nella morte di Steve debba essere reso pubblico, lasciando intendere a Richard che potrebbe anche ucciderlo per il bene del movimento. Apprendiamo che Kodiak, anni prima, aveva confessato a Steve in una seduta di avere già ucciso molte persone. Richard decide precauzionalmente di rinchiuderlo nell'archivio. Eddie partecipa a un barbecue con Chloe, trovandosi però a disagio: ricevuto un messaggio da Sarah, lascia la festa e la raggiunge. Eddie racconta a Sarah del suo viaggio in Perù, ma la donna si rifiuta di credere che Steve non sia asceso. Sarah tiene una sessione con Richard, dove gli confessa di incontrare Eddie: Richard la invita a immaginarselo mentre lui si allontana da lei, e la donna gli parla della sua cicatrice sulla schiena. Richard capisce così che era Eddie l'uomo visto insieme a Meyer la notte della sua morte, e libera Kodiak. Gaines chiede al laboratorio del FBI di far analizzare l'acqua di Clarksville, addebitandone i costi sul caso Meyer, come compensazione per l'indagine.

## Provvidenza
- Titolo originale: Providence
- Diretto da: Michael Weaver
- Scritto da: Vanessa Rojas

### Trama
Chloe deve recarsi fuori città per lavoro ed Eddie si offre di guardarle il figlio Johnny, portandolo al muso della guerra. Kodiak li segue e prova ad avvicinarli, ma la visione delle immagini della guerra del Vietnam lo sconvolge al punto da farlo desistere. Sarah trova un avviso di pignoramento affisso al cancello della comunità: vista la situazione cerca insieme a Cal di vendere il Centro, senza tuttavia riuscirci, così come si vede rifiutare una seconda ipoteca sulla casa. Cal sprona Hawk a convincere Noa a chiedere altri soldi alla propria madre: Noa tuttavia rifiuta, raccontandone la sua situazione status di drogata e tutte le sofferenze che le ha fatto passare da bambina. Hawk quindi suggerisce a Cal che la madre di Noa avrebbe bisogno di essere aiutata e convertita. Sean si allontana dalla comunità e telefona alla madre per annunciarle la gravidanza di Mary, intimandole però di non raggiungerlo. Gaines incontra di nascosto un collega, il quale gli comunica che il test sull'acqua è stato negato. Sarah intanto condivide con la famiglia i problemi fiscali del movimento e Nicole, spaventata, li confida a Gaines. Sean, mentre torna a piedi verso la comunità, viene avvicinato dai suoi genitori e fatto salire sulla loro auto, all'interno della quale è presente un esperto in uscita dalle sette. Richard intanto sta consacrando una baita isolata, all'interno della quale poter interrogare Eddie sulla morte di Steve. Accortosi di essere seguito, Eddie si mette in viaggio con Johnny per raggiungere Chloe, ma viene intercettato sulla strada da Richard e Kodiak e portato via, con il ragazzino abbandonato da solo in macchina. Cal si unisce a cena alla famiglia di Sarah, promettendo che si farà perdonare per il disastro causato. Sarah si reca poi all'archivio, iniziando a riascoltare i nastri delle sessioni di unburdening alla ricerca di confessioni compromettenti.

## Ritorno
- Titolo originale: Return
- Diretto da: Michael Weaver
- Scritto da: Annie Weisman

### Trama
Cal si reca a Los Angeles dove contatta Jackie, la madre di Noa. Per garantire al movimento il suo sostegno economico cerca di aiutarla a convincere Luna, una giovane popstar sbandata, a continuare la sua carriera, ma fallisce nell'intento. Nel frattempo Brenda, la madre di Cal, sta morendo: la donna lascia a Sarah un messaggio per il figlio, che non vuole tornare per incontrala. Brenda si scusa per non aver protetto il piccolo Cal dalle molestie sessuali di Steve, ma Sarah si rifiuta di credere a quanto detto dalla donna. Kodiak e Richard somministrano a Eddie l'ayahuasca per fargli rivivere la notte della morte di Steve. Eddie ha una sorta di esperienza pre-morte in cui vede Steve condurlo nel Giardino, all'interno del quale incontra anche il fratello suicida. Ripresosi, racconta la sua visione e giura di aver provato a salvare Steve afferrandolo mentre cadeva dalla rupe, ma che in ogni caso sarebbe morto di cancro, per via della sua mortalità. Jackie intanto consola Cal, dicendogli di non esser riuscito a convincere Luna in quanto lui stesso non crede in quello che professa. I due poi hanno un rapporto sessuale. Sarah comunica a Cal la morte della madre, riportandogli però solo le sue scuse sul fatto di non esser stata una buona madre. Johnny viene ritrovato dalla polizia, che lo riporta a Chloe. Più tardi Eddie, rilasciato dai meyeristi, si reca a casa della donna, raccontandole il sequestro. Chloe gli chiede di denunciare il movimento, ma Eddie afferma di non poterlo fare, in quanto i suoi figli ne fanno parte. Sarah recapita a casa di un ex-membro la trascrizione di una sua sessione, per ricattarlo. Richard consegna a Eddie il medaglione di Steve con l'occhio meyerista, dicendogli che lui è il nuovo leader del movimento.

## Oz
- Titolo originale: Oz
- Diretto da: Patrick Norris
- Scritto da: Coleman Herbert

### Trama
Sarah, attraverso le estorsioni, è riuscita a raccogliere abbastanza denaro da estinguere tutti i debiti del movimento. Nonostante il costante senso di colpa, organizza la partecipazione del Meyerismo alla Conferenza Mondiale sulla Fede a Boston. Eddie si reca nella chiesa della sua infanzia, confrontandosi col prete riguardo al "sentire la chiamata". Mary incontra in un bar la consulente Wendy Kennair, specializzata nell'aiutare le persone a uscire dalle sette, che le regala Il mago di Oz per indurla a riflettere su come non sempre le cose e le persone siano in realtà come appaiono. Eddie fa visita a Richard e trova Felicia, che lo condurrà nella scalata degli ultimi 3 gradini. Felicia gli spiega come gli ultimi 3 gradini abbiano tutti un tema, e quello dell'8R è la "Riparazione". Eddie vuole impegnarsi ad abolire la pratica dell'esclusione dei Rinnegatori, in quanto non presente nell'originaria dottrina di Meyer e causa di profondi traumi a tutte le famiglie del Movimento. Hawk intanto presenta Noa in famiglia, invitandola a cena: durante la serata Russell si comporta in modo rude con la moglie Nicole. Cal, sotto fortissimo stress per gli ultimi avvenimenti, pensa di abbandonare il Movimento e chiede a Mary di scappare con lui, ma la donna rifiuta. Eddie va a trovare Tessa, esponendogli il suo progetto di riavvicinamento dei Rinnegatori, ma la donna non sembra condividere i suoi propositi. In un bar incontra poi casualmente Ashley, che sta lavorando come cameriera. La ragazza gli chiede di Hawk e Eddie le dice di poterlo trovare al Centro in città. Gaines, indagando su come sia riuscito il Movimento a ripianare i debiti, fa visita agli ultimi donatori, scoprendo che sono stati ricattati. Si dirige quindi all'archivio, alla ricerca dei nastri delle loro sessioni, quando però incontra Nicole: i due hanno un rapporto sessuale. Sarah e Cal partecipano alla conferenza, tenendo un discorso piuttosto spontaneo su come l'amore riesca a dar senso alla vita delle persone. Alla fine della serata i due dormono insieme. Eddie incontra Hank, spiegandogli che si sta preparando a prendere il posto di Cal e che presto riunirà tutta la famiglia: i due si abbracciano e la cicatrice di Eddie inizia a sanguinare.

## Restituzione
- Titolo originale: Restitution
- Diretto da: Patrick Norris
- Scritto da: Jessica Goldberg

### Trama
La comunità si appresta a celebrare il Restitution, ovvero tre giorni dedicati alla riflessione sui propri peccati al termine dei quali ogni membro deve scrivere il più grave all'interno di una scatola di legno, che verrà poi liberata nel lago e successivamente bruciata. Gaines intanto parla con Tom, uno dei ricattati da Sarah, il quale accetta di deporre contro la donna. Hawk decide di non presenziare alla cerimonia del Restitution e rimanere in città passando la notte con Ashley: per questo scrive alla madre, fingendo di non sentirsi bene. Il giorno seguente Ashley condivide però con lui il vero motivo della loro separazione, ovvero l'intromissione di Cal: Hawk la abbandona, sconvolto. Sean intanto viene convinto da Wendy Kennair ad abbandonare il Movimento. Ne parla quindi con Mary, confessandole che lei è l'unica ragione per il quale continua a esserne membro. Eddie incontra Tessa, condividendo con lei il suo proposito di aprire il movimento ai Rinnegati. La donna, inizialmente diffidente, si dice entusiasta dell'idea: contravvenendo alla richiesta di Eddie di aspettare il momento giusto, si precipita invece a far visita alla sua famiglia, causando profondo imbarazzo tra i presenti, ma suscitando anche inaspettate riflessioni. Eddie, constatato come il suo progetto gli sia sfuggito di mano, sente di aver fallito e dubita di poter essere un leader. Alla cerimonia, Cal disperde nel lago le ceneri di sua madre. Richard, invece di gettare sul fuoco la scatola di Sarah, la tiene per sé, aprendola: legge così il peccato confessato, ovvero di essere stata con Cal, e lo mostra a Eddie.

## Disobbedienza
- Titolo originale: Defiance
- Diretto da: Phil Abraham
- Scritto da: Vanessa Rojas

## Spiritus Mundi
- Titolo originale: Spiritus Mundi
- Diretto da: Sian Heder
- Scritto da: Coleman Herbert

## Misericordia
- Titolo originale: Mercy
- Diretto da: Jessica Goldberg
- Scritto da: Jessica Goldberg